# Bibó-emlékkönyv
A Bibó-emlékkönyv a magyar szamizdat irodalom egyik meghatározó dokumentuma a késői magyar kommunista rendszer idejéből, amely 76 írásban emlékezett meg Bibó István szellemi hagyatékáról.
A könyv jelentősége, hogy az ellenzéki önmeghatározás és a demokratikus politikai kultúra jelképeként meghatározva Bibót egybegyűjtötte a korabeli ellenzéki, vagy kvázi-ellenzéki gondolkodók egy jelentős csoportját.
Szerkesztőbizottságának tagjai voltak: Bence György, Csoóri Sándor (helyette később Tornai József), Donáth Ferenc, Göncz Árpád, Halda Alíz, Kenedi János, Kis János, Réz Pál, Szűcs Jenő, Tordai Zádor.
Kezdetben 200 értelmiségitől szerettek volna kéziratot kérni, végül 75 írás készült el és a kötetbe került Horváth Barna, Bibó István egyik tanítómesterének egy írása is.
A könyv 1980 októberében készült el. Kezdetben nem szamizdatnak szánták, de kiadását a Gondolat Könyvkiadó visszautasította.
Vajda Mihály értékelése szerint az emlékkönyv gyakorlatilag a Kádár-rendszer hazugságokra épült közmegegyezésének nyílt felmondása volt, mások – mint Dalos György – a magyar értelmiség történelmi tudatának felébredését látják benne.

## A kötet szerzői
| - Andrásfalvy Bertalan (1931) néprajzkutató (Pécs) - Bali Sándor (1923–1982) szerszámlakatos - Beke László (1944–2022) művészettörténész - Bence György (1941–2006) filozófus - Berkovits György (1940–2018) szociológus - Bertalan László (1941–2001) szociológus - Bojtár Endre (1940–2018) irodalomtörténész - Csalog Zsolt (1935–1997) író, szociológus - Csoóri Sándor (1930–2016) író - Csurka István (1934–2012) író - Csűrös Miklós (1944–2015) irodalomtörténész, kritikus - Dalos György (1943) író - Domokos Mátyás (1928–2006) kritikus - Donáth Ferenc (1913–1986) közgazdász - Duray Miklós (1945–2022) geológus (Pozsony) - Éliás József (1914–1995) református lelkész (Debrecen) - Endreffy Zoltán (1944–2005) filozófus - Eörsi István (1931–2005) író - Erdei Sándor (1915–1984) újságíró, kritikus - Erdélyi Ágnes (1944) filozófus - Fazekas László (1924–1982) költő - Fekete Gyula (1922–2010) író - Fodor András (1929–1997) író - Fügedi Erik (1916–1992) történész - Gáli József (1930–1981) író - Gelléri András (1938–1980) vegyész - Göncz Árpád (1922–2015) író - Granasztói György (1938–2016) történész - Granasztói Pál (1908–1985) építész, író - Halda Alíz (1928–2008) tanár - Haraszti Miklós (1945) író - Hegedűs László (1936–2007) műszaki szerkesztő - Horváth Barna (1896–1973) jogász - Illyés Gyula (1902–1983) író - Juhász Pál (1944) szociológus - Kántor Lajos (1937–2017) kritikus, irodalomtörténész (Kolozsvár) - Kenedi János (1947) kritikus - Képes Géza (1909–1989) író | - Kis János (1943) filozófus - Kiss Ferenc (1928–1999) irodalomtörténész, kritikus - Kiss Gy. Csaba (1945) irodalomtörténész - Kodolányi Gyula (1942–) irodalomtörténész, író - Komlós Aladár (1892–1980) irodalomtörténész, író - Konrád György (1933–2019) író - Kovács András (1947) szociológus - Kovács István (1945) irodalomtörténész, író - Krokovay Zsolt (1946) filozófus - Lakatos István (1927–2002) író - Litván György (1929–2006) történész - Márványi Judit (1927–2018) szerkesztő - Mérei Ferenc (1909–1986) pszichológus - Mészöly Miklós (1921–2001) író - Molnár Gusztáv (1948) filozófus (Bukarest) - Németh Lajos (1929–1991) művészettörténész - Niederhauser Emil (1923–2010) történész - Oltványi Ambrus (1932–1983) irodalomtörténész - Perjés Géza (1917–2003) történész - Petri György (1943–2000) író - Rácz Pál (1912–?) mezőgazda - Radnóti Sándor (1946) kritikus, irodalomtörténész - Réz Pál (1930–2016) műfordító, kritikus - Szalai Pál (1935–2003) kritikus - Szántó Piroska (1913–1998) festő - Szász János (1927–2006) író (Bukarest) - Szilágyi Sándor (1954–2025) kritikus - Szűcs Jenő (1928–1988) történész - Tamás Gáspár Miklós (1948–2023) filozófus - Tordai Zádor (1924–2010) filozófus - Tornai József (1927–2020) író - Vályi Nagy Ervin (1924–1993) református lelkész - Vajda Mihály (1935–2023) filozófus - Varga Domokos (1922–2002) író, szociológus - Vargyas Lajos (1914–2007) népzenekutató - Vas István (1910–1991) író - Vezér Erzsébet (1915–2003) irodalomtörténész - Weöres Sándor (1913–1989) költő |  |

## A Kornidesz–Knopp-jelentés
Az MSZMP KB Agitációs és Propaganda Bizottsága számára 1981. március 2-ára született meg az emlékkönyvről az úgynevezett Kornidesz–Knopp-jelentés (vagy Knopp–Kornidesz-jelentés) a Politikai Bizottság ellenzékről szóló 1980. december 9-ei határozata alapján.
A jelentés szerint Bibó személye csak ürügy volt a politikai mondanivaló előadásához és Bibóban az ellenzéki szerzők az 1945 utáni fejlődési út elutasítóját látták. Az ellenzéki szerzők a jelentés szerint illegitimnek tekintették a szocializmust, és forradalomként határozták meg 1956-ot. A könyv újdonságaként kiemelte az itt szereplő ellenzék koalíciós jellegét és belpolitikai irányultságát. A jelentés feladatként jelölte meg, hogy az ellenzéki szerzőket el kell bocsátani munkahelyükről (ez akkor nem történt meg), illetve hogy a különböző csoportokat el kell választani egymástól.
A Kornidesz–Knopp-jelentés a következő szerzőket jelölte meg ellenzékiként: Bence György, Donáth Ferenc, Eörsi István, Gáli József, Haraszti Miklós, Kenedi János, Kis János, Konrád György, Kovács András, Krokovay Zsolt, Molnár Gusztáv, Radnóti Sándor, Réz Pál, Szalai Pál, Szilágyi Sándor, Tamás Gáspár Miklós, Vajda Mihály.